# Димитрин, Юрий Георгиевич
Юрий Георгиевич Димитрин (настоящая фамилия Михельсон; 20 марта 1934, Ленинград — 15 января 2020, Санкт-Петербург) — российский драматург, либреттист, писатель.

## Биография
Окончил Ленинградский химико-технологический институт в 1957 г. Работая по специальности, пробовал свои силы в журналистике, литературе и драматургии. В 1964 г. стал заведующим литературной частью организованного выпускниками ЛГИТМИКа Красноярского молодёжного театра, затем редактором ленинградской телестанции «Горизонт». Печатался в газетах и журналах как театральный критик.
С 1966 г. Димитрин обращается к жанру драматургии музыкального театра. Его оригинальные и переводные либретто, сценарии, новые сюжетные версии либретто классических опер и оперетт постепенно обращают на себя внимание и музыкальных театров страны и публики. Им создано более семидесяти пьес (либретто). Около шестидесяти музыкальных спектаклей с его либретто воплощены на музыкальных сценах десятков городов России. Несколько произведений зарубежной оперной классики — «Мнимая садовница» Моцарта, «Дидона и Эней» Пёрселла, «Адриана Лекуврёр» Чилеа, «Синьор Брускино» Россини и другие — впервые на отечественной сцене появились с его переводными либретто или новыми сюжетными версиями.
Совместно с композитором А. Журбиным Димитрин стал создателем первой отечественной рок-оперы «Орфей и Эвридика». Поставленная в 1975 году рок-опера прошла более двух с половиной тысяч раз (в том числе и за пределами России) и продолжает идти в настоящее время. В 1982 г. им создана новая редакция оперной трилогии С. И. Танеева «Орестея». Среди его последних театральных работ — либретто оперы-мистерии А. Смелкова «Братья Карамазовы» по роману Ф. Достоевского (поставлена в 2008 году на сцене Мариинского театра), оперы «Идиот» (композитор А. Смелков), оперы «Евангелие от Иуды» (композитор П. Геккер).
В 2000 году им создан сайт «Либретто во сне и наяву» о жанре либретто и профессии либреттиста, представляющий всю панораму проблем профессии, её историю и перспективу развития. Впервые в России им создан и читался студентам СПбГАТИ курс «Драматургия оперного либретто». Димитрин — автор учебного пособия по теории и практике либретто (2012), ряда книг и статей по проблемам музыкальной драматургии. В рамках Союза театральных деятелей Димитрин вёл Всероссийскую авторскую лабораторию.
Димитрин является лауреатом литературной премии «Северная Пальмира» в номинации «драматургия» (1999).

## Список сочинений для театра

#### Либретто опер[5]
- «Жестокость» Муз. Б. Кравченко (1968)
- «Интервенция» Муз. В. Успенского (1970)
- «Мастер и Маргарита» (совм. c В. Фиалковским). Муз. С. Слонимского (1969)
- «Дидона и Эней» Муз. Г. Пёрселла (1973)
- «Эзоп» Муз. Б. Архимандритова (1974)
- «Кармен» Муз. Ж.Бизе (1972-2000)
- «Аптекарь» Муз. Й. Гайдна (1975)
- «Мнимая садовница» Муз. В. Моцарта (1977)
- «Паяцы» Муз. Р. Леонкавалло (1977)
- «Колокольчик» Муз. Г. Доницетти (1978)
- «Бастьен и Бастьенна» Муз. В. Моцарта (1980)
- «Влюблённые обманщики» Муз. Й. Гайдна (1981)
- «Сказки Гофмана» Муз. Ж. Оффенбаха (1981)
- «Поругание Лукреции» Муз. Б. Бриттена (1982)
- «Адриана Лекуврёр» Муз. Ф. Чилеа (1982)
- «Тайный брак» Муз. Д. Чимароза (1984)
- «Орестея» Муз. И. Танеева (1984-1996)
- «Рита» Муз. Г. Доницетти (1985)
- «Дон Кихот» Музыка Ж. Массне (1986)
- «Верую» Музыка В. Пигузова (1986)
- «Сельская честь» Муз. А. Масканьи (1989)
- «Ловушка для Кощея» Муз. А. Смелкова (1996)
- «Игроки» Муз. Д. Шостаковича (1977)
- «Да здравствует папа!» Муз. Г. Доницетти (1999)
- «Таборная опера» Муз. В. Устиновского (1999)
- «Синьор Брускино» Муз. Д. Россини (2000)
- «Любовный напиток» Муз. Г. Доницетти. (2001)
- «Пётр Великий» Муз. Г. Доницетти (2003)
- «Палата № 7» Муз. Г. Доницетти (2006)
- «Братья Карамазовы» Муз. А. Смелкова (2008)
- «Лунный мир» Муз. Й. Гайдна (2012)

#### Либретто оперетт[5]
- «Рыцарь Синяя Борода» Муз. Ж. Оффенбаха (1973)
- «Марица» Муз. И. Кальмана (1982)
- «Подающие надежды» Муз. В. Бибергана(1987)
- «Суд присяжных» У. Гилберта и А. Салливана (1996)
- «Бал в Савойе» Муз. П. Абрахама (1996)
- «Цыганская любовь» Муз. Ф. Легара (2003)
- «Баядера» Муз. И. Кальмана (2004)
- «Цыганский барон» Муз. И. Штрауса (2004)
- «Сильва» Муз. И. Кальмана (2005)
- «Продавец птиц» Муз. К. Целлера (2008)
- «Фиалка Монмартра» Муз. И. Кальмана (2009)

#### Либретто рок-опер и мюзиклов
- «Орфей и Эвридика» Муз. А. Журбина (1975)
- «Фламандская легенда» (совместно с Ю. Кимом) Муз. Р. Гринблата (1978)
- «Трудно быть богом» (совместно с В. Вербиным) (1990)
- «Маскарад» Муз. И. Рогалёва (2000)
- «Бомарше и Компания» Муз. М. Самойлова (2010)

### Произведения для драматической сцены
- «Кыся» (2000)
- «Изумлённый Боккаччо» (2001)
- «Бравый солдат Швейк в сумасшедшем доме» (2002)

## Книги
- Димитрин Ю. Нам не дано предугадать. — СПб.: «Северный олень», 1997. — 110 с. — (Библиотека всемирного клуба петербуржцев). — ISBN 5-87388-039-5.[6]
- Димитрин Ю. Похождения либреттиста. — СПб.: ООО «Агентство «Информационные ресурсы», 2009. — 168 с. — (Библиотека Всемирного клуба петербуржцев). — ISBN 19553 (ошибоч.).[7]
- Димитрин Ю. Либретто: история, творчество, технология (Учебное пособие в жанре эссе). — СПб.: «Композитор», 2011. — 171 с. — ISBN 978-5-73790-548-4.
- Димитрин Ю. «Кармен» в первый раз. Документальный роман. — Электронное изд. — М.: Э.РА, 2013. — ISBN 978-5-905693-83-0.
- Димитрин Ю. Избранное в пяти книгах. — Изд-во «Планета музыки», 2016.
  - Оперы по романам Достоевского. — 224 с. — ISBN 978-5-8114-2194-7
  - Мюзикл. — 276 с. — ISBN 978-5-8114-2193-0
  - Оперетта. — 340 с. — ISBN 978-5-8114-2192-3
  - Буфф-опера. — 308 с. — ISBN 978-5-8114-2191-6
  - До самой сути. Исследования, статьи, интервью. — 300 с. — ISBN 978-5-8114-2195-4
- Димитрин Ю.; Журавлёва С. Диалоги с либреттистом. СПб, 2018.